# Saint-Genès-de-Castillon
Saint-Genès-de-Castillon település Franciaországban, Gironde megyében. Lakosainak száma 367 fő (2022. január 1.). Saint-Genès-de-Castillon Puisseguin, Gardegan-et-Tourtirac, Sainte-Colombe, Saint-Étienne-de-Lisse, Montagne, Saint-Philippe-d’Aiguille és Belvès-de-Castillon községekkel határos.

## Népesség
A település népessége az elmúlt években az alábbi módon változott:
| Lakosok száma | 454  | 402  | 370  | 377  | 397  | 401  | 393  | 380  | 373  | 367  |
|               | 1968 | 1982 | 1990 | 2006 | 2013 | 2015 | 2017 | 2019 | 2020 | 2022 |